# Mesosfär (atmosfär)
Ej att förväxla med Mesosfär (manteln).
Mesosfär (från grekiskan mesos = mellan och sphaira = klot) är lagret i jordens atmosfär direkt över ozonlagret och direkt under termosfären. Mesosfären ligger mellan 50 km och 80–85 km ovanför jordytan – den övre gränsen kallas för mesopausen. Inom mesosfären minskar temperaturen med höjden. Eftersom mesosfären ligger ovanför den maximala höjden för flygplan och höghöjdsballonger och samtidigt under den minimala höjden för rymdfarkoster är den en av de minst utforskade delarna av atmosfären – mesosfären kan utforskas enbart genom fjärranalys eller via sondraketer.
Vindhastigheten i mesosfären är i medeltal 60–80 m/s.